# Aragonès medieval
L'Aragonès medieval és l'aragonès que es parlava en l'edat mitjana a la major part del Regne d'Aragó. També s'anomena "aragonès medieval" la manera d'escriure aquesta llengua, que no representava tots els caràcters de la parla popular. Per aquest concepte d'escriure en aragonès medieval existeix el terme més específic de scripta medieval aragonesa, que era la forma de l'aragonès que es feia servir als documents i texts oficials de l'edat mitjana.
Ha perdurat fins als nostres dies gràcies a documents oficials i obres literàries, principalment dels segles xii, xiii, xiv i xv.
Alfons II va firmar l'any 1180 a Daroca un text en aragonès adreçat als habitants de Villel. En temps de Jaume I ja hi ha texts extensos en aragonès, com el Vidal Mayor i documents del Monestir de Veruela, com la carta pobla de Pozuelo d'Aragó (1245).
L'oficialitat de l'aragonès es va produir quan Pere III el Gran va entrar en el monopoli de l'escriptura que tenia l'església i va crear un monopoli reial en aragonès. Va quedar fixada una forma d'escriure en tot el Regne d'Aragó que ja quasi no representava variants locals, excepte l'àrea sud-occidental.

## Fonts

Evolució històrica de l'aragonès-navarrès-riojà

## Grafia

### Consonants
- El fonema palatal líquid /l/ es representava:
  - l: en a més gran parteix dels casos.
  - ll: en paraules que en llatí tenien l·l geminada, la vegades termes jurídics cultes: apellación, cancellado, i casos d'ultracorrecció per confusió amb els anteriors (ellectos, carcellería, carcell).
  - ll: en pronoms: ell, aquell.
  - ll: en alguns topònims amb sufix -uelo, -uela: Oriuella, Escoriuella i probablement Ruviellos.

- El fonema palatal lateral ll era representat com:
  - li: mulier, milian.
  - ly.
  - l simpla: Foz la Viela, 1279-1280.
  - yll: Vall de Coneyllos, segle xiii.
  - ll.
  - lg: Castelgon, 1141.

- El fonema palatal nasal ny era representat com:
  - ni: Boltania, Fanianares, Irunia.
  - in: Fainanas, Cabainnas, Peinnalen.
  - ny: Boltanya, Cabanyas.
  - gn: Savignaneco, estagno
  - nn: Irunna, Capannas.

- El fonema alveolar africat sord es representava com c, ç o z.

- El fonema prepalatal africat sord era representat com y, i, g quan derivava de les síl·labes llatines IA, IO, IU, GE, GI, i per, i, ch, y en altres casos:
  - Iosa, iuso, iermano, Alfaiaria, Boria.
  - Sancho, Sanxo.

- El fonema /V/ era representat com o i com v i ràpid es confonia amb B. Era fricatiu i no bilabial com en castellà meridional antic i valencià.

- El fonema /B/ era representat com b

- El fonema /K/ era representat com:
  - c: davant d'o, la i el: casolana, cubo.
  - ch: davant de vocal velar.
  - ch: en posició interior: Rochafort, Gaschoniella.
  - ch: en posició final: Canyamach, Ornach, Avraych.
  - q: en casos com quenca, baquna.
  - qu: pot ser davant de totes les vocals: cuenqua, chiqua.
  - k: kuarros.

## Fonètica
Els caràcters generals de la fonètica aragonesa. Comentarem els següents casos:

### Sordes intervocàliques
És conserven en els textos llatins de Ramir I. En temps d'Alfons I no, i apareixen hipercorreccions. En els texts romanços no es troben gaire sovint casos de conservació.

### Grups inicials –PL-, -FL-, -CL-
És conserven a Navarra i són els darrers caràcters genuïns que es conserven en text.

### -KT- > -it-
Els textos romanços –ch- més sovint contra més tardans siguin. Es veuen que els texts destinats a més gent i grau més gran de cultura tenen amb la forma ch, i els de cercles més petits mostren –it- fins alsegle XV. La -ch- reflecteix castellanització, però també podria tenir relació amb el fluix quotidià de gascons i occitans cap a la Vall de l'Ebre.
Al segle xiv Johan Ferrández d'Heredia i els seus escrivans escrivien -ch- (dichos, fechos) en certes obres en comptes de -it- (ditos, feitos), com en els textos notarials de l'Alt Aragó i l'Almunia de Donya Godina. És possible que els escrivans del taller d'Heredia prenguessin per aquestes traduccions a fonètica de l'aragonès de les comunitats aragoneses o del sud-est que devia parlar el gran mayestre hespitaler.
Segons Bernard Pottier el grup -it- es castellanitza entre 1468-1480 en texts cultes o oficials, perquè en aquests texts que estudia troba les paraules aragoneses feito, dito, leitera, peitos, fins 1478, i les formes amb -ch- són posteriors a 1469.

### -LY-, -C'L-, -G'L- > -ll-
Aquestes formes és presenten al segle XV però ja no tant. Segons Bernard Pottier el període de canvi de -ll- aragonesa cap a -j- castellana, llavors fricativa palatal sonora, és de 1485-1490, però formes com tinalla apareixen encara en 1497.
En l'aragonès de les comunitats aragoneses a substitució gràfica de la -ll- per una i, j o x (representant una ch) és més primerenca que en la Vall de l'Ebre o Sistema Ibèric oriental. Podem llegir els topònims: Torrijas, Peraleios, Vall de Coneios, La Foz de la Vieia. Ja la fins del segle XV trobem una x (Foz de la Viexa, Torrixos) que deu representar una ch (D'acordo amb Rafael Lapesa la x castellana substitueix al fonema /g/ castellà equivalent a la ch en aquests casos en el segle xvi i es fa J en el segle xviii).

### Africades alveolars
L'africada alveolar sonora, representada en algunes llengües romances medievals com z es neutralitza com a sorda. Des del S.XI es veu la confusió de les africades alveolars sonora (z) i ensordeix (representada per ç) en alfabet llatí. En texts amb aljamia com el Poema de Yuçuf també veiem confusions entre les lletres zān'i çin en la versió tardana B. En l'aljamia hebrea les z i ç dels textos en alfabet llatí s'escriuen amb samekh i xin, amb les mateixes confusions.

### Africades prepalatals
L'evolució de les consonants en les síl·labes latinas IA, IO, ANAT, GE, GI, va produir un fonema prepalatal africat que ja era sorda al segle xii, neutralitzada amb el fonema africat postalveolar sord avui representat per ch. La interpretació tradicional, que interpreta l'evolució fonètica de l'aragonès com tributària de la castellana, no ho considera així, i autors com Rafael Lapesa han considerat que va poder ser sonor fins després de l'edat mitjana basant-se en la traça d'escriure més sovint coincident amb aquell fonema en castellà, català, occità i francès. Manuel Alvar ja troba casos de ser escrit ch (Belchit, Marchant) en els elements romanços del llatí notarial aragonès. Alguns microtopònims de Tudela que avui trobem castellanitzats amb j es van escriure amb ch en el segle xiii. En el segle XV a Saragossa s'escrivia Porta Cinecha alternando amb Porta Cineja i a Belsa Pontache alternando amb Pontaje. Per altra parteix en indrets del sud-est d'Aragó i Navarra on l'aragonès va desaparèixer molt abans hi ha aragonesismes amb ch (tiro, gelar), i tenim el cas d'aragonesismes molt estesos en castellà com chepa que competeix amb giba.

## Morfologia
En els texts llatins els articles romanços que veiem són:
- Lo, Los, La, Las son els casos que en trobem més sovint.
- o, os, a, as en pocs casos que provenen de l'Alt Aragó.
- Ero, era, ro, etz en pocs casos, que provenen de l'Alt Aragó.

En els texts romanços hi ha alguns casos del, Lo, Los, La, Las en topònims, etc. però en general predomina el mateix article que en castellà, i las mateixes formes contractas en el sistema:
- ell, la, lo, las
- del, de la, de los, de las.

### Nombre
Els plurals acostumen a presentar com en castellà en els texts romanços, però hi ha moltes excepcions, com podem veure en la Crònica de Sant Chuan de la Penya: 
- ibers, corts, etz...

La vegades aquestes excepcions són topònims que no es acotracian:
- Abolpillars (1155), Golpellars (1175), en el terme de Saragossa, segles després després Golpellares.

### Numerals cardinals
Veiem numerals cardinals que es resisteixen a desaparèixer en les varietats orientals i centre-orientals es troben en tot l'aragonès medieval de l'Alt Aragó i vall de l'Ebre i en navarrès:
- Ueito, amb les variants ueyt, ueyto, hueyt, hueyto.
- Setze, per un errada d'escriptura de la t (o d'interpretació de la grafia medieval) surt en alguna gramàtica descriptiva del segle XX com seize.

### Demostratius
Formes amb –i  final en comptes de –e:
- Esti, aquesti, sobretot en textos de Navarra, Terol i La Rioja del segle xi.

En la segona persona:
- Eixe, eixa, eixo
- Exe, exa, exo
- També aquexo (en el Fur romanz de Teruel al costat de exo)

### Possessius
- Lur, Lurs és possessiu de tercera persona de més d'un posseidor

Veient del latín ILLORUM, en chenitivo plural i equival al romanès lor, italià loro, francès leur, occità lor i català llur

### Verbs
- Els verbs acostumen a ésser escrits com en castellà, però trobem formes majoritàries en formes aragoneses genuïnes.

- -etz com en castellà medieval –ades o -ais, poques vegades com -eds, -ez.

- Els passats imperfectes d'indicatiu com en castellà –ia-, -aba, amb excepcions: fevan, feua, exivan, requerivan, escrit tot amb u,etz els tectos notarials de l'Alt Aragó, i també en la "Crònica de Sant Chuan de la Penya".

| « | Et mudó los hy del monesterio de Clunyego de la órden de San Beneditto, qui a la ora pululiua et floriua en toda xpistiandat | » |

- El passat perfecte simple acostuma a ésser escrit com en castellà, però vam veure la vegades formes en -oron.

### Adverbis
Hi ha molts adverbis acabats en -ment, contrastant amb les parles actuals on quasi no es troben: tásament, malament, etz…, són en realitat cultismes. En navarrès i part de l'aragonès de les comunitats aragoneses apareixen com -mentre, amb r epentètica que fa que no es perdi la –e final.
- Aprés < AD PRESSUM. Encara es conserva en aragonès de la Vall de Teula i té un significat semblant a "dimpués" però no de tot coincident.
- Avant > AB ANTE. Usual en navarrès i aragonès medieval. Avui és debán y adebán.
- Encara: és registrat a Navarra i a Terol encara la fins del segle xv. Avui és més pròpia de varietats orientals de l'aragonès.
- Plus: es registra a la Rioja ja en les Glosas emilianenses i a l'Aragó.
- Sus, suso < SURSUM: n'alto.
- Chuso, Chus < DEORSUM. És escrit iuso, juso, aiuso, com en Ribagorçà aragonès avui, dichós.
- Tantost: de seguida.

### Preposicions
- A, Ad, (quan la paraula següent comença amb vocal).
  - Ad aquel.
- Cabo < Caput: chunto a. En una sauina qui staua cabo una penyuela.
- Çaga < ar sâqa: darrere de.
- Enta: és comú en aragonès i apareix en el segle xiv en navarrès. Avui existeix encara en Ansó, Embún, Benasquès i Camp. És més comú a forma abreujada per enta > ta.
- Por, Pora, para: en aragonès ha evolucionat per per.
- Por a < Pro ad.
- Para < par < Per.
- Sin, Sines de, sinse < SINE
- Ensomo de: damunt de.
- Desus de, Desuso de.
- Tro a, tro en, fins a < INTRO: fins.

### Conjuncions
- Car  < QUARE: pus, perquè. Es trobava en navarrès i aragonès, igual que en occità, català, i francès.
- Doncas: pus, per tant. Com en occità doncas-donc, en francès donc i en català doncs.
- JatSía.